# Soyouz TMA-14
La mission TMA-14 du programme Soyouz a été lancée le 25 mars 2009. Elle a assuré le transport de deux membres de l'équipage de l'Expédition 19 à la Station spatiale internationale. TMA-14 est le 101e vol d'un vaisseau spatial Soyouz depuis le premier en 1967. Son retour a eu lieu le 11 octobre 2009.

## Équipage

### À l'aller et au retour
- Gennady Padalka (3)  Russie - Commandant
- Michael Barratt (1)   États-Unis - Ingénieur de vol

### À l'aller uniquement
- Charles Simonyi (2) Touriste spatial -   Hongrie /   États-Unis

### Au retour uniquement
- Guy Laliberté (1) - Touriste spatial -  Canada

Le chiffre entre parenthèses indique le nombre de vols spatiaux effectués par l'astronaute, Soyouz TMA-14 inclus.

### Équipage de remplacement
- Commandant : Maxime Souraïev,  Russie
- Ingénieur de vol : Shannon Walker,  États-Unis
- Touriste spatial : Esther Dyson - Barbara Barrett,  États-Unis

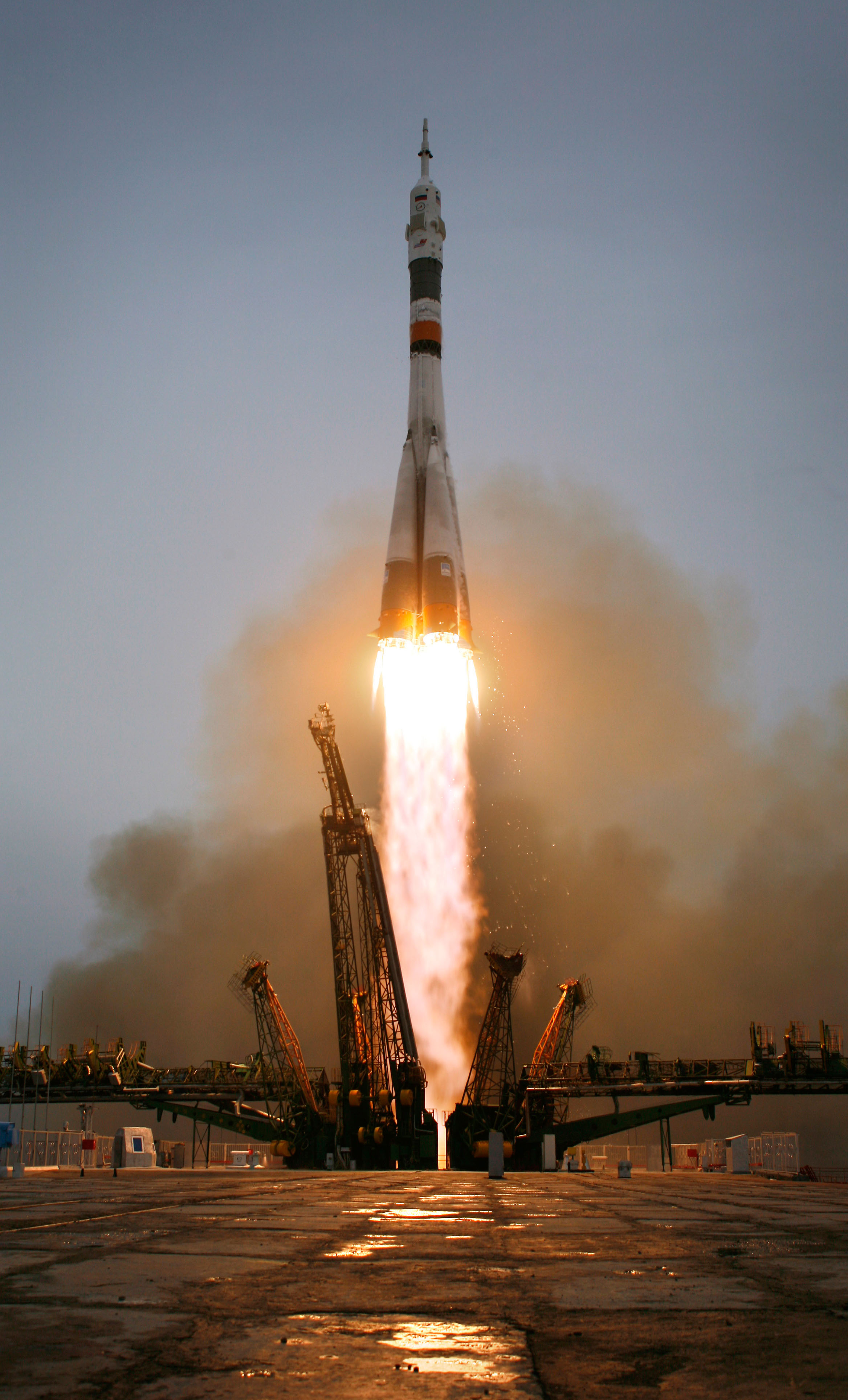
Décollage de Soyouz ТМА-14

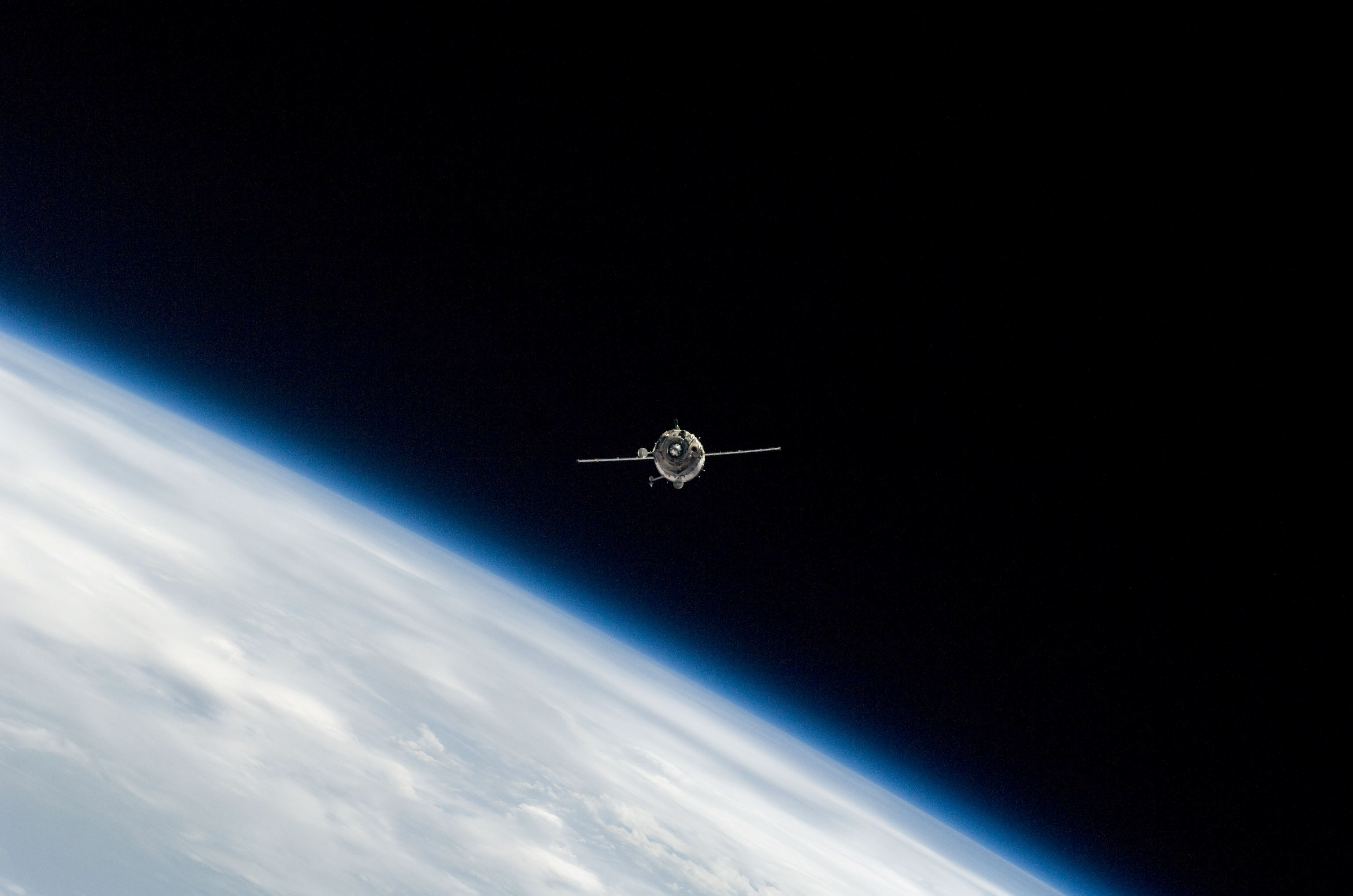
Soyouz TMA-14 à l'approche de la Station spatiale internationale le 28 mars 2009.